# NGC 4843
NGC 4843 (również PGC 44388) – galaktyka spiralna (S0-a), znajdująca się w gwiazdozbiorze Panny. Odkrył ją William Herschel 11 marca 1787 roku.